# Oneida County, New York
Oneida County är ett administrativt område i delstaten New York, USA. År 2010 hade countyt 234 878 invånare. Den administrativa huvudorten (county seat) är Utica. 
Fort Stanwix nationalmonument ligger i countyt. 

## Geografi
Enligt United States Census Bureau har countyt en total area på 3 256 km². 3 141 km² av den arean är land och 115 km² är vatten (vilket till stor del utgörs av östra delen av Oneida Lake). 

## Administrativ indelning

Cities (röda) och towns i Oneida County. Villages är grå, men ej namngivna på kartan.

### Cities ("städer")
- Rome
- Sherrill
- Utica (huvudort)

### Towns ("landskommuner")
- Annsville
- Augusta
- Ava
- Boonville
- Bridgewater
- Camden
- Deerfield
- Florence
- Floyd
- Forestport
- Kirkland
- Lee
- Marcy
- Marshall
- New Hartford
- Paris
- Remsen
- Sangerfield
- Steuben
- Trenton
- Vernon
- Verona
- Vienna
- Western
- Westmoreland
- Whitestown

### Villages ("municipalsamhällen")
- Boonville
- Camden
- Clayville
- Clinton
- Holland Patent
- New Hartford
- New York Mills
- Oneida Castle
- Oriskany
- Oriskany Falls
- Remsen
- Sylvan Beach
- Vernon
- Waterville
- Whitesboro
- Yorkville

## Angränsande countyn
- Lewis County, New York - nord
- Herkimer County - öst
- Otsego County, New York - sydost
- Madison County, New York - sydväst
- Oswego County - väst

## Personer födda i Oneida County
- Mike Arcuri, politiker, kongressledamot 2007-2011, född 1959 i Utica
- Joe Bonamassa, bluesmusiker, född 1977 i New Hartford
- James Dwight Dana, geolog, född 1813 i Utica
- Robert Esche, ishockeymålvakt, född 1978 i Utica
- William Jay Gaynor, politiker, New Yorks borgmästare 1910-1913, född 1849 i Oriskany
- Asa Gray, botaniker, född 1810 i Paris
- James S. Sherman, politiker, USA:s vicepresident 1909-1912, född 1855 i Utica
- Walter Sutton, genetiker, född 1877 i Utica
- Hugh White, politiker, kongressledamot, född 1798 i Whitestown